# Д-14 (десантний танк)
Д-14 — експериментальний танк (в деяких джерелах десантний бронетранспортер), який був розроблений в єдиному примірнику на Московському залізничному ремонтному заводі (рос. МОЖЕРЕЗ)

## Історія
Д-14 задумувався як десантний танк. Для цього в десантному відділенні передбачалися місця для 15 бійців. Транспортною базою Д-14 слугувала база трактора, що вже випускався серійно на ХПЗ під назвою Комунар
За своєю будовою це був той самий трактор Комунар, обшитий протикулевою бронею. Із силовим відділенням попереду. В «кабіні» розташовувалися механік-водій і командир, в десантному відділення 15 членів десанту.

## Особливості будови
Для кругового огляду командир міг припіднятися в «вежку», яка дещо здіймалася над загальним дахом корпусу, і через віконця якої можна було здійснювати кругове спостереження за місцевістю.
Броньований корпус машини клепаний, коробчастої форми, збирався із катаних броньових листів товщиною 6 (дах) та 11 (бокова, лобна броня) мм без використання раціональних кутів нахилу. На лобовому бронелисті знаходилися шість вертикальних вхідних отворів повітрозабірників системи охолодження двигуна, які додатково прикривалися броньованими стулками. Для посадки і спішувания екіпажу та десанту в бортах машини були обладнані по троє дверей.

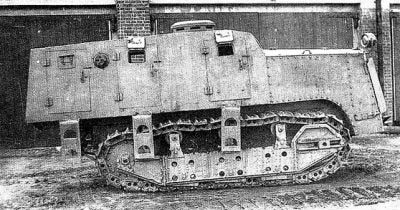
Д-14, вигляд праворуч

## Двигун
Тут і далі ТТХ повністю збігаються з ТТХ трактора Комінтерн, що серійно випускався на ХПЗ до 1931 року.
На машині використовувався бензиновий карбюраторний чотирициліндровий двигун рідинного охолодження потужністю 75 к. с. Паливний бак ємністю 284 л забезпечував запас ходу по шосе в 150 км.

## Трансмісія
Трансмісія — механічна, що включала конусну головну фрикційну муфту, триступеневу коробку передач, конічну головну передачу, дві бортові фрикційні муфти і два бортових редуктори.

## Ходова частина
Ходова частина машини — гусінна. Складалася з трьох кареток із сімома опорними котками, заднього ведучого колеса, переднього направляючого колеса з механізмом натягу і трьох підтримуючих котків. Підвіска — блокована пружинна, з двома пружинами на кожну з кареток.

## Озброєння
Окрім можливості ведення вогню зі стрілецької зброї десанту через бокові бійниці, Д-14 було обладнано чотирма кульовими установками (по одній з кожного борту, на носі і на кормі) для можливого встановлення і ведення вогню з будь-якого з двох штатних ДП-29.

## Недоліки
Броньовані трактори (Д-10, Д-11 і Д-14) здійснили марш на 95 км по перетятій місцевості, в ході якого виявлено
- Через відносно низьке розташування паливних баків на підйомах припиняється подача палива і машина глохне
- Вкрай незручний добір механіка-водія до двигуна і елементів трансмісії
- Через значний винос назад десантного відділення — значне перевантаження задніх кареток ходової частини
- Потрапляння частини вихлопних газів всередину машини